# Couples et amants
Couples et amants je francouzský hraný film z roku 1993, který režíroval John Lvoff. Snímek byl uveden na festivalu francouzských filmů v Sarasote dne 14. září 1993.

## Děj
Isabelle je uznávaná psychoanalytička, její manžel Paul je oční lékaře. Isabelle už dva roky udržuje tajný poměr s Pierrem. Ovšem i Paul se zaplete s mladou ženou Marií.

## Obsazení
| Marie Bunel        | Isabelle    |
| Jacques Bonnaffé   | Paul        |
| Bruno Todeschini   | Pierre      |
| Lara Guirao        | Marie       |
| Marc Andreoni      | Alain       |
| Isabelle Candelier | Sandra      |
| Claude Winter      | Génia       |
| Peter Bonke        | Klaus       |
| Marie Rivière      | Juliette    |
| Charles Berling    | Jean        |
| Sylvie Testudová   | mladá dívka |